# Meierrecht
Het meierrecht is het in de 12e en 13e eeuw in het Heilige Roomse Rijk ontstane recht een hoeve voor meerdere jaren tegen een vast bedrag te pachten.

## Oorsprong
Vanwege de verplichtingen aan hun nieuwe Frankische heren was vrijwel iedere boer in de 11e eeuw onvrije of horige van de leenheerlijke adel of van een klooster. Deze leenheren (grootgrondbezitters) verleenden de aan hen verplichtte ministerialiteit het recht om de boeren naar meierrecht een langdurige pacht te laten aannemen.

## Pacht
Tot aan het eind van de 15e eeuw was een mondelinge verklaring voldoende. De formulering was 'Truw und holt zu sein' (trouw en toegewijd te zijn). In 1492 werd de meierbrief voor het eerst geschreven. De pachtboer verplichtte zich (schriftelijk) om de hoeve niet aan derden te verpanden en een vastgesteld jaarlijks (pacht)bedrag te betalen. De meier ondertekende het contract met zijn huismerk en stond alleen het gebruiksrecht van de grond toe. De hoeve, het vee, de voorraden en zaden bleven eigendom van de meier. Als de boer naar tevredenheid had gewerkt, kon de meier na afloop van de pachtduur de pacht verlengen. Het kwam echter zelden voor dat een pacht van vader op zoon overging. Pas in de 16e eeuw ontwikkelde zich vanuit de tijdpacht een erfpacht.

## Meierij
In vele dorpen zijn de namen van de meierhoeven, meierijen (Meierhöfe, Hausmannstellen) bewaard gebleven. Uit archieven blijkt dat de belastingen voor de boeren hoog waren, investeringen amper werden gedaan en de levensstandaard erg laag lag. Adel en kloosters hadden belang bij de deling van hoeven, omdat twee nieuwe (halve) hoeven vaak meer opbrachten dan één grote. Een meier had vaak een extra dienst van de leenheer als vrederechter (boerenrechter, Bauerrichter (buurrichter) of schulte (schout), Bauerschulz) in zijn gebied en was eigenerfde (Erbgesessene). Zo moest hij slechts belasting in geld of goederen aan zijn leenheer voldoen. De belasting voor de boeren was echter vele malen groter. Een grote last voor alle boeren waren de tienden (een belasting op alle soorten oogst en in geld). Veel boeren konden zich in de loop van de tijd vrijkopen van deze verplichting en werden dan vrijboer (Freibauer, Selbstbauer, Erbexe) genoemd. Onvrije boeren mochten niet zonder toestemming hun woongebied verlaten, ze moesten toestemming vragen om te huwen, te erven en te vererven. Een of twee dagen per week moest de boer herendienst volbrengen. Indien de boer niet aan zijn verplichtingen voldeed, werd hij 'afgemeierd', opdat de hoeve aan een andere boer kon worden verpacht.